# Саксонська Швейцарія (район Німеччини)
Саксонська Швейцарія (нім. Landkreis Sächsische Schweiz) — колишній район у Німеччині, у землі Саксонія. Підпорядкований адміністративному округу Дрезден. Центр району — місто Пірна. Площа — 887,89 км². Населення — 139 230 осіб. Густота населення — 157 осіб/км².
Офіційний код району — 14 2 87.
Район поділяється на 25 громад. У районі розташований національний парк Саксонська Швейцарія.

## Міста та громади
Міста
1. Бад-Готлойба-Бергісхюбель (6 103)
2. Бад-Шандау (3 050)
3. Дона (6 123)
4. Гайденау (16 722)
5. Гонштайн (3 777)
6. Кенігштайн (2 858)
7. Лібштадт (1 395)
8. Нойштадт (14343, з 1 серпня 2007 включає громаду Ховальд.)
9. Пірна (40 198)
10. Зебніц (9 081)
11. Штадт-Велен (1 719)
12. Штольпен (6 128)

Громади
1. Бареталь (2 362)
2. Будинки (2 122)
3. Дюррерсдорф-Діттерсбах (4 772)
4. Горіш (2 209)
5. Кірнічталь (2 192)
6. Ломен (3 318)
7. Мюгліцталь (2 247)
8. Поршдорф (1 305)
9. Ратен (435)
10. Ратмансдорф (1 113)
11. Райнхардтсдорф-Шена (1 637)
12. Розенталь-Білаталь (1 771)
13. Штруппі (2 762)

Громада Говальд вже не існує як самостійна. 2007 року вона увійшла до складу міста Нойштадт (дивися вище).
Об'єднання громад
Управління Бад-Готлойба-Бергісгюбель
Управління Бад-Шандау
Управління Дона-Мюгліцталь
Управління Кенігштайн/Зекс.-Швайц
Управління Ломен/Штадт-Велен
Управління Пірна
Управління Зебніц